# Clemens Schattschneider
Clemens Schattschneider (Baden bei Wien, 7 februari 1992) is een Oostenrijks voormalig snowboarder. Hij nam eenmaal deel aan de Olympische Winterspelen, maar behaalde geen medaille.

## Carrière
Schattschneider maakte zijn wereldbekerdebuut in november 2009 tijdens de halfpipe in Saas-Fee. Op 26 februari 2011 behaalde hij een eerste overwinning in een wereldbekerwedstrijd: Schattschneider won de slopestyle-wedstrijd in Calgary. In datzelfde seizoen won Schattschneider de eindstand in de wereldbeker big air.
In 2014 nam Schattschneider een eerste keer deel aan de Olympische Spelen. Op de slopestyle eindigde hij 25e.

## Resultaten

### Olympische Winterspelen
| Jaar | Plaats | Resultaten     |
| ---- | ------ | -------------- |
| 2014 | Sotsji | 25e Slopestyle |

### Wereldkampioenschappen
| Jaar | Plaats                 | Resultaten                             |
| ---- | ---------------------- | -------------------------------------- |
| 2011 | La Molina              | 5e Slopestyle 10e Big Air 47e Halfpipe |
| 2013 | Stoneham-et-Tewkesbury | 5e Slopestyle                          |

### Wereldbeker
Eindklasseringen
| Seizoen   | Algm   | PAR  | HP  | BA     | SBS |
| --------- | ------ | ---- | --- | ------ | --- |
| 2009/2010 | 204e   | –    | 63e | –      | -   |
| 2010/2011 | Zilver | –    | 62e | Goud   | -   |
| 2011/2012 | 10e    | –    | -   | 10e    | 7e  |
| 2012/2013 | 27e    | 121e | -   | Zilver | 46e |

Wereldbekerzeges
| Datum            | Plaats  | Onderdeel  |
| ---------------- | ------- | ---------- |
| 26 februari 2011 | Calgary | Slopestyle |